# Han Fej
Han Fej (/hɑːn/; tradicionalni kineski: 韓非; uprošćeni kineski: 韩非; pinjin: Hán Fēi; око 280 – 233 pne), takođe poznat kao Han Fej Ci, bio je kineski filozof i državnik iz legalističke škole tokom perioda zaraćenih država, i princ države Han.
Han Fej se često smatra najznačajnijim predstavnikom „kineskog legalizma” zbog istoimenog dela Han Feici, u kome spaja metode svojih prethodnika. Fejove ideje se ponekad upoređuju s Nikola Makijavelijevim, a njegovu knjigu neki smatraju superiornijom od Makijavelijevog dela „Il Principe” u pogledu sadržaja i načina pisanja. Kaže se da je kancelar Šu Hana Džuge Ljang tražio od cara Lju Šana da pročita Han-Fejci kako bi naučio način vladanja.
Sima Ćen navodi da je prvi car kada je predstavljen sa radovima Han Feja, otišao tako daleko da je stupio u rat sa državom Han da bi stekao pristup Han Feju, ali je na kraju bio ubeđen da ga zatvori, nakon čega je on izvršio samoubistvo. Nakon rane propasti dinastije Ćin, filozofija legalizma je zvanično oklevetana sledećom dinastijom Han. Uprkos svog izgnaničkog statusa kroz istoriju carske Kine, politička teorija Han Feja i koncept legalizma u celini nastavili su da snažno utiču na svaku dinastiju nakon toga, a konfucijanski ideal vladavine bez zakona nikada nije bio ostvaren.
Han je pozajmio Šang Jangov naglasak na zakonima, Šen Buhajev naglasak na administrativnoj tehnici i Šen Daove ideje o autoritetu i proročanstvu, naglašavajući da će autokrata uspeti da postigne čvrstu kontrolu nad državom savladavanjem metodologije svojih prethodnika: svog položaja moći (勢; Ši), tehnike (術; Šu) i zakona (法; Fa). On je naglasio važnost koncepta Sing-Minga (koji stvarni ishod smatra odgovornim za govor), zajedno sa sistemom „dva rukohvata” (kazna i nagrada), kao i Vu vej (nenaprezanja).

## Život
Tačna godina rođenja Han Feja i dalje nije poznata, međutim naučnici postavljaju da je rođen oko 280 godina pre nove ere.
Za razliku od drugih poznatih filozofa toga doba, Han Fej je bio član vladajuće aristokracije. On je rođen u vladajućoj porodici države Han tokom završne faze perioda zaraćenih država. U tom su kontekstu neki naučnici tumačili njegova dela kao usmerena prema njegovom rođaku, kralju Hanu. Sima Ćenovo delo Ši đi navodi da je Han Fej zajedno sa budućim Đin kancelarom Li Si studirao pod konfučijskim filozofom Sjuencijem. Kaže se da zbog svog mucanja Han Fej nije mogao pravilno da predstavi svoje ideje na dvoru. Njegov saveti su inače bili ignorisani, ali je posmatrajući polako opadanje njegove države Han razvio „jedan od najbriljantnijih stilova pisanja u drevnoj Kini”.
Sima Ćenova biografija Han Feja navodi: 
Han Fej je bio princ od Hana, koji se zalagao za proučavanje imena/forme i zakona/umetnosti, za koje je Sima Ćan sumnjičavo smatrao da se ukorenili u Huang-Lao filozofiji. On je rođen je kao mucavac i nije mogao dobro da osporava, ali je bio dobar u pisanju radova. Zajedno sa svojim prijateljem, Li Si, služio je Sjuen Ćingu, a sam Si je priznao da nije bio toliko kompetentan kao Fej. Videvši da je Han u opadanju, često je prigovarao kralju Hana podnošenjem dokumenata, ali kralj nije pristao da ga zaposli. Na ovo, Han Fej je bio frustriran realnošću da u upravljanju državom, kralj nije nastojao da usavrši i razjasni pravni sistem države, da kontroliše svoje podanike preuzimanjem vlasti, da uveća državnu imovinu i odbranu, ili da pozove i zaposli mudre jačajući državu.

Umesto toga, kralj je angažovao korumpirane i prevrtljive i postavio ih na više položaje u odnosu na mudre. Smatrao je intelektualce vidom remećenja zakona upotrebom njihove literature, i smatrao je da vitezovi krše zabranu države upotrebom oružanih snaga. Dok je država bila u miru, kralj je voleo da štiti čast; dok kad je bila u nevolji, zapošljavao je ratnike sa oklopom i šlemom. Dakle, kultivisani ljudi nisu mogli biti zaposleni, a zaposleni ljudi nisu mogli biti kultivisani. Veoma uznemiren zbog činjenice da ljudi visokog integriteta i poštenja nisu bili prigrljeni od strane podanika sa nemoralom i korupcijom, posmatrao je promene u sticanju i gubitku prošlosti. Stoga je napisao nekoliko radova kao što su „Usamljena ogorčenost“, „Pet gamadi“, „Unutrašnja i spoljašnja gomila izreka“, „Sabrana ubeđivanja“ i „Poteškoće na putu ubeđivanja“, koji obuhvataju sto hiljada reči. Međutim, iako je sam Han Fej dobro znao za poteškoće ubeđivanja, jer je njegov rad na teškoćama u načinu ubeđivanja bio veoma sveobuhvatan, na kraju je prerano umro u Ćinu. Nije mogao sam da izbegne zamku reči.
Njegova dela su na kraju završila u rukama oduševljenog kralja Ćina, Jing Dženga, koji je prokomentarisao: „Ako mogu da se sprijateljim sa ovom osobom [Han Fej], možda ću umreti bez žaljenja” i pozvao Han Feja u dvor Ćina. Han Fej je predstavio esej „Očuvanje Hana” kako bi zamolio kralja da ne napada njegovu domovinu, ali je njegov bivši prijatelj i rival, Li Si, iskoristio taj esej da bi Han Feja zatvorio zbog njegove moguće lojalnosti Hanu. Han Fej je odgovorio tako što je napisao još jedan esej pod nazivom „U prvom susretu sa kraljem Ćina“, nadajući se da će iskoristiti svoj talenat za pisanje da osvoji kraljevo srce. Han Fej jeste osvojio kraljevo srce, ali ne pre nego što ga je Li Si naterao da izvrši samoubistvo pijući otrov. Kralj Ćina je kasnije zažalio zbog Han Fejeve smrti.
Sjuenci je formirao hipotezu da je ljudska priroda zla i bez vrlina, stoga sugerišući da ljudska bebe moraju biti dovedene u njihov vrli oblik kroz konfučijansko moralno obrazovanje orjentisano ka društvenoj klasi. Bez toga, Sjuenci je tvrdio, čovek bi se ponašao besmisleno i njegova sopstvena ljudska priroda bi ga usmeravala da čini nemoralna dela. Han Fejevo obrazovanje i životno iskustvo tokom perioda zaraćenih država, i u njegovoj sopstvenoj državi Han, doprineli su njegovoj sintezi filozofije za upravljanje amoralnim i interesno vođenom administracijom, kojoj je moral izgledao kao labav i neefikasan alat. Han se složio sa teorijom svog učitelja o „odsustvu vrlina po rođenju“, ali kao i u prethodnoj „legalističkoj“ filozofiji, pragmatično je predložio da se ljudi upravljaju prema njihovoj prirodi vođeno sopstvenim interesima.

## Literatura
- Burton Watson (1964). Han Fei Tzu: Basic Writings. New York: Columbia University Press.  978-0-231-08609-7.
- Hàn Phi Tử, Vietnamese translation by Phan Ngọc, Nhà xuất bản Văn học, HCMC 2011.
- Pines, Yuri (2018), „Legalism in Chinese Philosophy”,  Ур.: Zalta, Edward N., The Stanford Encyclopedia of Philosophy (Winter 2018 изд.), Metaphysics Research Lab, Stanford University, Приступљено 2022-01-28
- Hansen, Chad (2000). A Daoist Theory of Chinese Thought: A Philosophical Interpretation.
- Hansen, Chad (July 94). „Fa (standards: laws) and meaning changes in Chinese philosophy”. Philosophy East & West. 44 (3): 435—488. JSTOR 1399736. doi:10.2307/1399736. Проверите вредност парамет(а)ра за датум: |date= (помоћ)
- Creel, Herrlee Glessner (1982). What Is Taoism?: And Other Studies in Chinese Cultural History.
- Creel, Herrlee Glessner (1974). Shen Pu-hai: A Chinese Political Philosopher of the Fourth Century B.C.
- Creel, Herrlee G. (1953), Chinese Thought from Confucius to Mao Tsê-tung, University of Chicago Press, ISBN 978-0-226-12030-0.
- Creel, Herrlee Glessner, 1974 Shen Pu-Hai: A Secular Philosopher of Administration, Journal of Chinese Philosophy Volume 1.
- Garfield, Jay L.; Edelglass, William. The Oxford Handbook of World Philosophy. 2011
- Bodde, Derk (1986). „The State and Empire of Ch’in”.  Ур.: Twitchett, Denis; Loewe, Michael. The Cambridge History of China Volume I: Ch'in and Han Empires, 221 B.C. -- A.D. 220. Cambridge University Press. ISBN 9780521243278.
- Barbieri-Low, Anthony, trans (2006). The Standard Measure of Shang Yang (344 B.C.).
- Duyvendak, J.J.L., trans. The Book of Lord Shang: A Classic of the Chinese School of Law. London: Probsthain, 1928.
- Eno, Robert (2010), Legalism and Huang-Lao Thought (PDF), Indiana University, Early Chinese Thought Course Readings, Архивирано из оригинала (PDF) 02. 01. 2021. г., Приступљено 22. 07. 2023
- Goldin, Paul R. (2011), „Persistent misconceptions about Chinese 'Legalism'” (PDF), Journal of Chinese Philosophy, 38 (1): 88—104, doi:10.1111/j.1540-6253.2010.01629.x
- Goldin, Paul R. (2011), „Response to editor”, Journal of Chinese Philosophy, 38 (2): 328—329, doi:10.1111/j.1540-6253.2011.01654.x.
- Cheng, Chung-ying (2011), „Editor's discussion”, Journal of Chinese Philosophy, 38 (2): 330, doi:10.1111/j.1540-6253.2011.01655.x.
- Graham, A.C., Disputers of the TAO: Philosophical Argument in Ancient China (Open Court 1993).  0-8126-9087-7
- Harris, Eirik Lang, Legalism (Oxford Bibliographies Online) (Oxford University Press,  2018).
- Lai, Karyn L. (2008), An Introduction to Chinese Philosophy, Cambridge University Press, ISBN 978-1-139-47171-8.
- Qian, Sima. Records of the Grand Historian, Qin Dynasty. Translated by Burton Watson. New York: Columbia University Press, 1993.
- Schwartz, Benjamin I. (1985), The World of Thought in Ancient China, Cambridge, MA: Harvard University Press, ISBN 978-0-674-96191-3.
- Waley, Arthur (1939). Three Ways of Thought in Ancient China. London: G. Allen & Unwin. Various reprints.

## Spoljašnje veze
- Han Fej на сајту Пројекат Гутенберг (језик: енглески)
- Han Fej на сајту Internet Archive (језик: енглески)
- Han Fej на веб-сајту PhilPapers